# Ancistrobasis
Ancistrobasis is een geslacht van weekdieren uit de klasse van de Gastropoda (slakken).

## Soorten
- Ancistrobasis adonis Marshall, 1991
- Ancistrobasis boucheti Marshall, 1991
- Ancistrobasis caledonica Marshall, 1991
- Ancistrobasis depressa (Dall, 1889)
- Ancistrobasis dilecta B. A. Marshall, 1983
- Ancistrobasis largoi Poppe, Tagaro & Dekker, 2006
- Ancistrobasis monodon (Schepman, 1908)
- Ancistrobasis reticulata (Philippi, 1844)
- Ancistrobasis scitula Marshall, 1991
- Ancistrobasis tiara Marshall, 1991
- Ancistrobasis zumbii Lima, Christoffersen & Barros, 2013